# Libertad de Orituco (paroisse civile)
Pour les articles homonymes, voir Libertad et Orituco.
Libertad de Orituco est l'une des sept paroisses civiles de la municipalité de José Tadeo Monagas dans l'État de Guárico au Venezuela. Sa capitale est Libertad de Orituco.

## Géographie

### Démographie
Hormis sa capitale Libertad de Orituco, la paroisse civile comporte plusieurs localités, dont :
- El Cajón
- Libertad de Orituco